# Avernakø Sogn
Avernakø Sogn er et sogn i Fåborg Provsti (Fyens Stift).
I 1800-tallet var Avernakø Sogn et selvstændigt pastorat. Det hørte til Sallinge Herred i Svendborg Amt. Avernakø sognekommune blev inden kommunalreformen i 1970 indlemmet i Faaborg Købstad, der ved selve reformen blev kernen i Faaborg Kommune. Ved strukturreformen i 2007 indgik den i Faaborg-Midtfyn Kommune. 
I Avernakø Sogn ligger Avernakø Kirke.
I sognet findes følgende autoriserede stednavne:
- Avernak By (bebyggelse)
- Avernakø (areal, ejerlav)
- Avernakø Hoved (areal)
- Drejet (areal)
- Korshavn (bebyggelse, ejerlav)
- Munke (bebyggelse, ejerlav)
- Nakkenshuse (bebyggelse)
- Nakkeodde (areal)
- Ravnebjerg (areal)
- Revtrille (areal)